# Pelecopsis paralleloides
Pelecopsis paralleloides là một loài nhện trong họ Linyphiidae.
Loài này thuộc chi Pelecopsis. Pelecopsis paralleloides được miêu tả năm 1986 bởi Andrei V. Tanasevitch & Fet.